# Rusce (miasto Vranje)
Rusce (cyr. Русце) – wieś w Serbii, w okręgu pczyńskim, w mieście Vranje. W 2011 roku liczyła 79 mieszkańców.